# Preben Duckert
Preben Duckert ist ein ehemaliger dänischer Radrennfahrer und nationaler Meister im Radsport.

## Sportliche Laufbahn
Duckert war im Bahnradsport aktiv. 1961 gewann er die nationale Meisterschaft im Sprint der Amateure vor Flemming Jensen. Ein Jahr später wurde er Vize-Meister hinter Per Sarto Jørgensen. 1963 wurde er Dritter der Meisterschaft. 1966 wurde er Vize-Meister im Tandemrennen mit Kurt Jørgensen als Partner. 
Im bedeutendsten Turnier für Bahnsprinter in Dänemark, dem Grand Prix Kopenhagen, wurde er 1962 und 1963 jeweils Dritter und damit bester Däne. Zweimal startete er bei den UCI-Bahn-Weltmeisterschaften im Sprint.